# Alba Fyre
Kayleigh Rae (Paisley, Escocia, 11 de agosto de 1992) es una luchadora profesional británica. Actualmente trabaja para la empresa estadounidense WWE, donde se presenta en la marca Raw bajo el nombre de Alba Fyre.
Entre sus logros, destaca tres reinados como Campeona Femenina de ICW, uno como Campeona Femenina del Reino Unido de NXT, y uno y la última en ostentar el Campeonato Femenino en Parejas de NXT junto a Isla Dawn. En el circuito independiente es más conocida como Kay Lee Ray, nombre con el que se presentó hasta 2022.

## Carrera

### Circuito independiente (2009-2019)

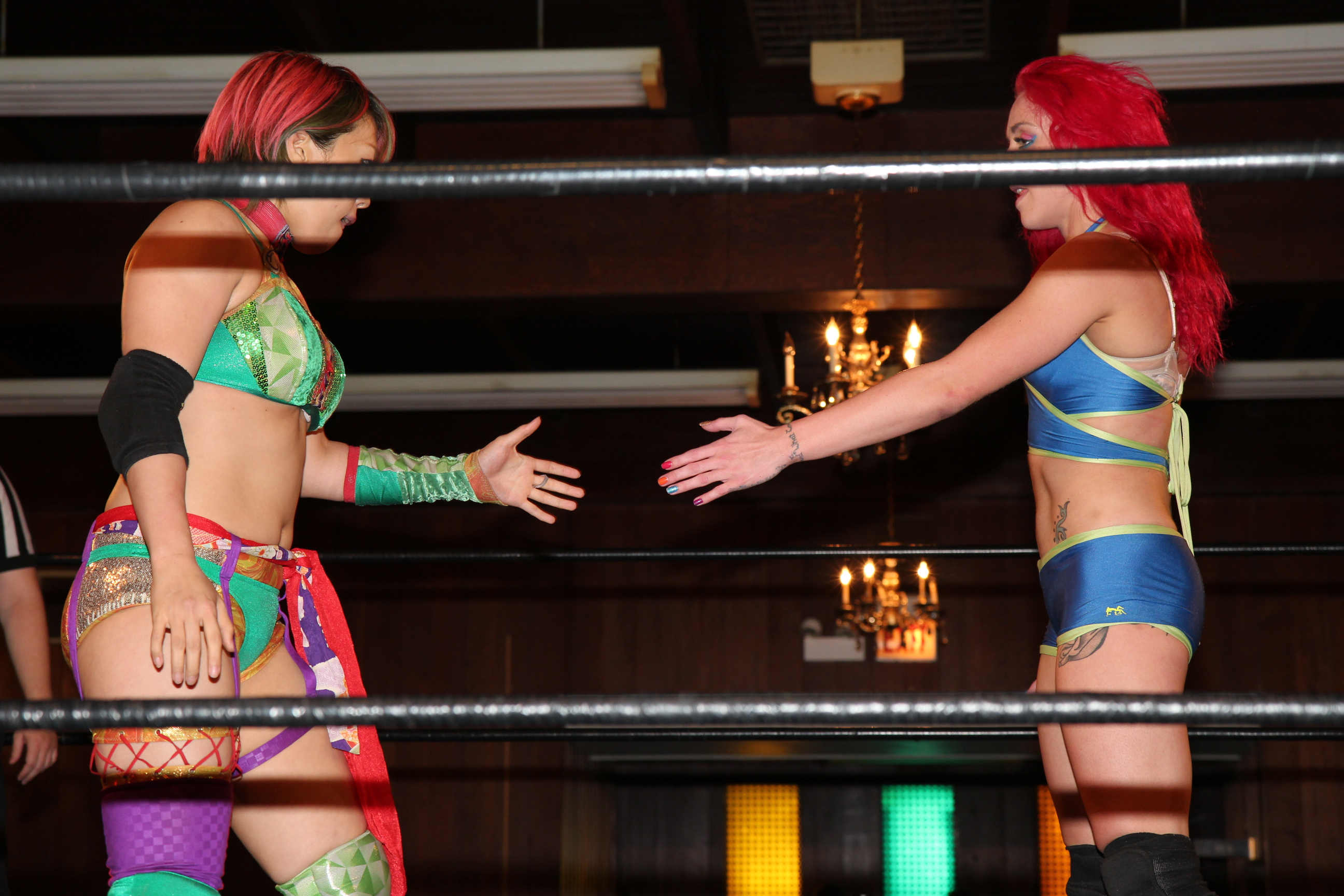
Fyre (derecha) como Kay Lee Ray, fotografiada antes de enfrentarse a KANA en SHIMMER, 2013.

Kay Lee Ray hizo su debut en la lucha profesional en SWA Battlezone el 30 de mayo de 2009, perdiendo un Battlezone Rumble para determinar el contendiente número uno para el Campeonato Peso Pesado escocés de la NWA. Su primera lucha individual fue una derrota ante Viper el 26 de marzo de 2010. El 9 de agosto de 2014, Ray derrotó a Martin Kirby para ganar el SWE Speed King Championship. El 28 de febrero de 2015, derrotó a Candice LeRae, Nixon Newell y Saraya Knight para ganar el SWE Queen of Southside Championship. El 24 de octubre de 2015, Ray perdió el campeonato ante Newell en una lucha de equipos mixto donde Jimmy Havoc, el compañero del equipo de Newell, defendió su Campeonato Speed King contra El Ligero.
El 27 de diciembre de 2015, fue derrotada por Ligero en un Loser Leaves Southside. El 7 de agosto de 2016, Ray ganó el Queen of Southside Championship en juego a tres bandas contra Alex Windsor y Jade, un título que perdió dos meses después ante Melina. El 16 de junio de 2017, en WCPW Built to Destroy, Ray ganó el WCPW Women's Championship de Viper, quien reemplazó a Bea Priestley.

### Insane Championship Wrestling (2011-2019)
Ray hizo su debut en Insane Championship Wrestling en The Notorious ICW el 6 de febrero de 2011, derrotando a Carmel. En Luke ... Who Yer Da? el 4 de mayo de 2013, derrotó a Viper en una final del torneo para ganar el Fierce Females Championship, su primera victoria en el campeonato. El 27 de julio de 2014 en Shug's Hoose Party, Ray y Stevie Boy desafiaron sin éxito el vacante Campeonato en Parejas de la ICW ante BT Gunn y Chris Renfrew. El 29 de mayo de 2015, perdió el Fierce Females Championship, ahora llamado Scottish Women's Championship, ante Viper en un Rumble de 20 mujeres, que terminó con el reinado de Ray a los 755 días.

### Total Nonstop Action Wrestling (2014-2015)
Ray apareció para Total Nonstop Action Wrestling (TNA) en 2014 en la segunda temporada de TNA British Boot Camp. Su primer combate en el programa fue grabado el 16 de agosto, donde perdió ante Nikki Storm y también involucró a Kasey Owens y Leah Owens.

### WWE

#### Apariciones esporádicas (2015, 2017)
Ray hizo su debut en la WWE el 8 de octubre de 2015 en las grabaciones de NXT, perdiendo ante Nia Jax. En 2017, Ray fue seleccionada como una de las 32 competidoras en el primer Mae Young Classic, donde perdió ante Princesa Sugehit en la primera ronda el 13 de julio. La noche siguiente, compitió en una lucha de seis mujeres junto a Jazzy Gabert y Tessa Blanchard, donde derrotaron a Marti Belle, Santana Garrett y Sarah Logan.

#### NXT UK (2019-2021)

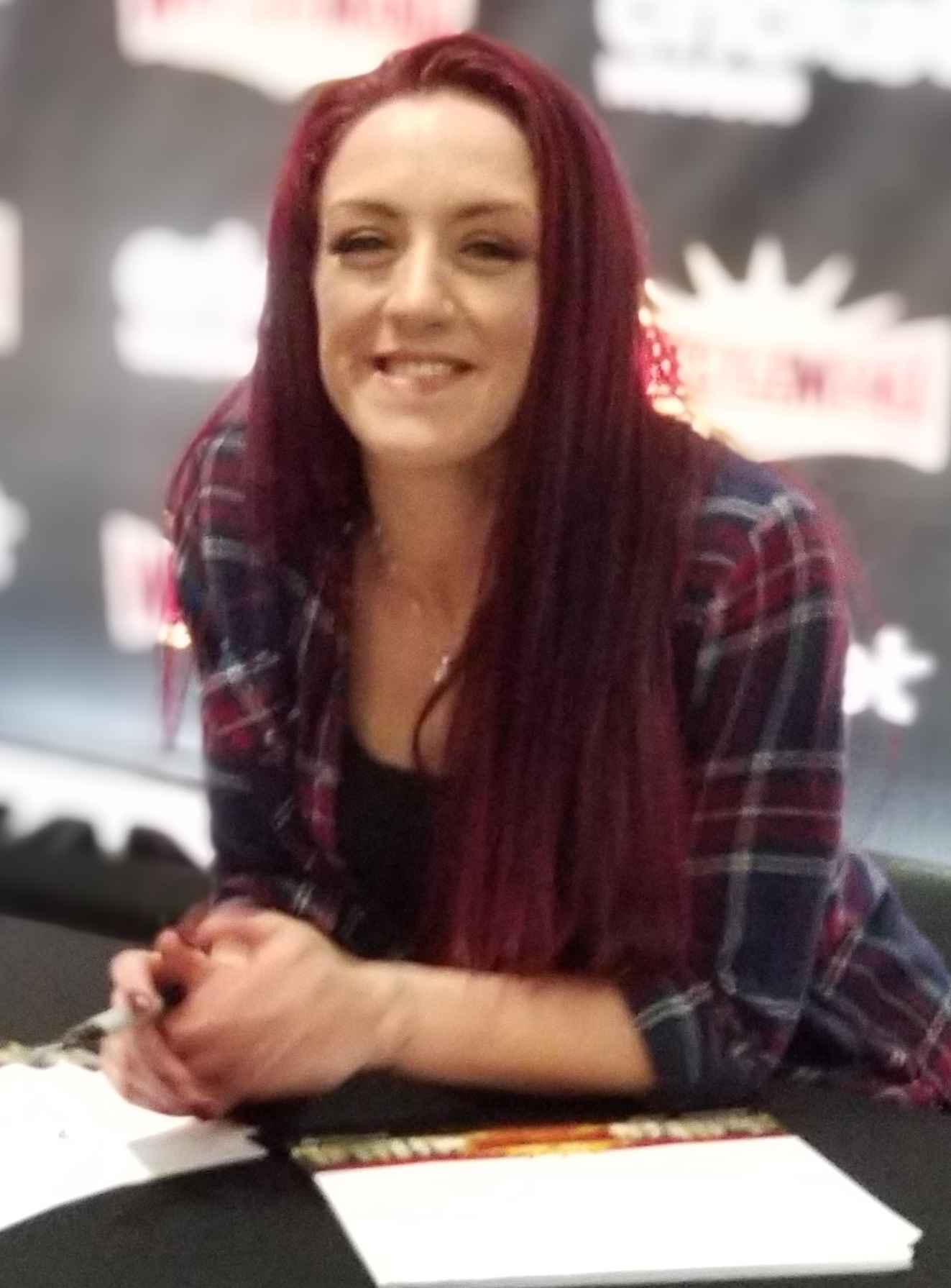
Fotografiada en 2019.

En NXT UK TakeOver: Blackpool el 12 de enero de 2019, Ray y Gabert aparecieron en el ringside. Más tarde se confirmó que los dos habían firmado con WWE. El 13 de marzo, Ray hizo su debut en el ring de NXT UK TV, en un esfuerzo por ganar contra Candy Floss.
En el NXT UK transmitido el 20 de febrero derrotó a Toni Storm en un ¡Quit Match y retuvo su Campeonato Femenino de NXT UK, terminando su feudo con Storm. En el NXT UK transmitido el 4 de abril, hizo equipo junto a Jinny derrotando a Dani Luna y Piper Niven, comenzando un titular con esta última, mismo que se desarrolló durante la suspensión de NXT UK. En el episodio del 24 de septiembre, derrotó a Piper reteniendo el campeonato, siguiendo con su rivalidad en los episodios del 5 y 19 de noviembre, en este último la derrotó nuevamente pero esta vez en una Falls Count Anywhere Match, con Jinny interfiriendo a su favor. A quien derrotó el 21 de enero reteniendo el campeonato. en el NXT UK emitido por el 11 de febrero, presenció el combate entre la debutante Meiko Satomura contra Isla Dawn. en el NXT UK emitido el 4 de marzo, derrotó a Meiko Satomura y retuvo el Campeonato Femenino del Reino Unido NXT, después del combate se dieron la mano en señal de respeto.
En el episodio de la marca británica del 10 de junio de 2021, Kay Lee Ray tendría otro lucha en contra de Meiko Satomura, donde perdería el Campeonato Femenino del Reino Unido NXT. Dando fin a su paso por NXT UK, consiguiendo el reinado más largo en la historia del campeonato. Contabilizando 649 días oficiales.
Posteriormente estuvo unos meses inactiva, hasta el  22 de agosto de 2021, teniendo su aparición en NXT TakeOver 36, al finalizar la lucha por el Campeonato Femenino de NXT entre Raquel González(c) y Dakota Kai, donde González retendría su título.

#### NXT (2021-2023)
Debutó oficialmente para NXT en el episodio del 24 de agosto. En NXT Roadblock, junto a Io Shirai derrotaron a Kacy Catanzaro & Kayden Carter avanzando a la final del Dusty Rhodes Women's Tag Team Classic. En NXT Stand & Deliver, se enfrentó a Mandy Rose, Cora Jade e Io Shirai por el Campeonato Femenino de NXT, sin embargo perdió.
En NXT New Year's Evil, participó en la 20-Women's Battle Royal por una oportunidad al Campeonato Femenino de NXT de Roxanne Perez en NXT Vengeance Day, eliminando a Fallon Henley y a Sol Ruca, sin embargo fue eliminada por Lyra Valkyria. En el NXT del 14 de marzo, junto a Isla Dawn derrotaron a Diamond Mine (Ivy Nile & Tatum Paxley), Kayden Carter & Katana Chance ganando una oportunidad a los Campeonatos Femeninos en Parejas de NXT de Fallon Henley & Kiana James en Stand & Deliver. En Stand & Deliver, junto a Isla Dawn derrotaron a Fallon Henley & Kiana James ganando los Campeonatos Femeninos en Parejas de NXT por primera vez. Como parte del Draft 2023, ella y Isla Dawn fueron promovidas al roster principal y reclutadas a la marca SmackDown.

#### The Unholy Union (2023-presente)
Hizo su debut en el episodio de SmackDown! del 19 de mayo, junto a Isla Dawn derrotando a Valentina Feroz y Yulisa León en un combate no titular. En el episodio de SmackDown! del 9 de junio, junto a Isla Dawn iban a ser entrevistadas en el ring, sin embargo fueron interrumpidas por las Campeonas Femeninas en Parejas de WWE Shayna Baszler & Ronda Rousey, atacándose mutuamente y pactando un combate de Unificación entre sus Campeonatos Femeninos en Parejas de NXT y los Campeonatos Femeninos en Parejas de WWE de Baszler & Rousey, en el episodio de SmackDown! del 23 de junio, junto a Isla Dawn se enfrentaron a Shayna Baszler & Ronda Rousey en un combate unificatorio entre los Campeonatos Femeninos en Parejas de NXT y de WWE por los Campeonatos Femeninos en Parejas Indisputados de WWE, sin embargo perdieron.
Regresó a NXT junto a Isla Dawn en la Noche 2 de NXT Halloween Havoc, para charlar con las anfitrionas Scarlett & Shotzi, posteriormente confrontando desde lejos a las Campeonas Femeninas en Parejas de WWE Chelsea Green & Piper Niven. Hizo su regreso junto a Isla Dawn en el episodio de SmackDown emitido el 22 de diciembre, interfiriendo en el Holiday Havoc entre Damage Control (Bayley, Iyo Sky & The Kabuki Warriors (Asuka & Kairi Sane) contra Bianca Belair, «Michin» Mia Yim, Shotzi & Zelina Vega, atacando a The Kabuki Warriors.
En el episodio del 26 de abril de 2024 de SmackDown, durante la primera noche del Draft de WWE, ella y Dawn fueron trasladadas a la marca Raw. En el episodio del 3 de junio de Raw, junto a Dawn, Shayna Baszler y Zoey Stark, atacó a las Campeonas Femeninas en Parejas de WWE, Bianca Belair y Jade Cargill. La misma noche, ella y su compañera exigieron un futuro combate titular por sus campeonatos. Esto llevó a las seis a enfrentarse en una triple amenaza entre equipos el 15 de junio en el evento Clash at the Castle: Scotland, donde ella y Dawn derrotaron a Belair y Cargill para capturar los campeonatos femeninos en parejas por primera vez.

## Vida personal
En julio de 2021, luego de trece años de relación, Rae se casó con el también luchador, Stevie Boy.
El 17 de mayo de 2024, sus padres, Bridgeen Mitchell y Ronnie, que viajaron a Orlando, Florida para visitarla, fueron atropellados por un automóvil. Ronnie sobrevivió, pero Bridgeen, de 51 años, murió poco tiempo después del incidente.

## Campeonatos y logros
- Insane Championship Wrestling

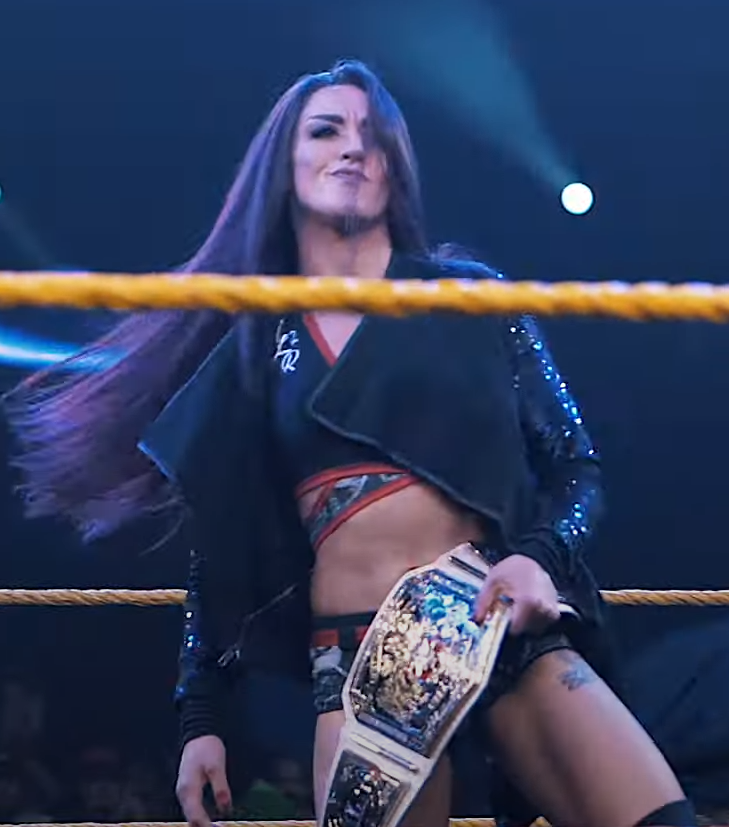
Fyre tuvo el reinado más largo como Campeona Femenina de NXT UK.

  - Fierce Females/Scottish Women's Championship (1 vez)
  - ICW Women's Championship (3 veces, actual)

- Pro-Wrestling: EVE
  - Pro-Wrestling: EVE Championship (1 vez)

- Pro Wrestling Illustrated
  - Situada en el puesto Nº18 del PWI Female 100 en 2020
  - Situada en el puesto Nº17 del PWI Female 150 en 2021
  - Situada en el puesto Nº53 del PWI Tag Team 100 en 2022 – con Alba Fyre[44]

- Southside Wrestling Entertainment
  - Queen of Southside Championship (3 veces)
  - SWE Speed King Championship (1 vez)

- World of Sport Wrestling
  - WOS Women's Championship (1 vez e inaugural)

- WWE
  - WWE Women's Tag Team Championship (1 vez) — con Isla Dawn
  - NXT UK Women's Championship (1 vez)
  - NXT Women's Tag Team Championship (1 vez, última) - con Isla Dawn
  - Dusty Rhodes Women's Tag Team Classic (2022) - con Io Shirai